# Dekalog, czyli Piekło Muzykantów
Dekalog, czyli Piekło Muzykantów – trzeci studyjny album zespołu Normalsi, wydany 24 kwietnia 2006 roku.

## Lista utworów
1. „Juda” – 4:38
2. „Ziemia” – 4:17
3. „Mateusz Lewita” – 4:42
4. „List do ojca” – 4:12
5. „Poncjusz Piłat” – 5:25
6. „Patologia” – 3:15
7. „Szewc” – 3:42
8. „Pijak” – 5:21
9. „Nie ma mowy” – 4:03
10. „Kain i abel” – 5:29
11. „Instrumental” – 2:49
12. „Ręce w górze” – 4:53

## Twórcy
- Piotr „Chypis” Pachulski – wokal, gitara elektryczna
- Mirek „Koniu” Mazurczyk – gitara elektryczna
- Marcin „Rittus” Ritter – gitara basowa
- Adam „Marszałek” Marszałkowski – perkusja